# 553
Năm 553 là một năm trong lịch Julius.